# Fort Bridger, Wyoming
Fort Bridger är en mindre ort (Census-designated place) i Wyoming i USA, belägen i Uinta County i sydvästra delen av delstaten. Befolkningen uppgick till 345 invånare vid 2010 års folkräkning. Orten är främst känd för handelsposten och fortet från 1800-talet vid de historiska nybyggarlederna västerut, idag ett museum och historiskt minnesmärke.

## Historia
Fort Bridger grundades 1843 av Jim Bridger och Louis Vasquez, som en handelspost för resenärer och nybyggare på väg längs Oregonleden, Mormonleden och Kalifornienleden västerut. Senare kom även Ponnyexpressen, Transamerikanska järnvägen och Lincoln Highway att följa ungefär samma sträckning längs den viktiga rutten västerut. Här bedrevs också handel med de lokala ursprungsamerikanska stammarna.
Fortet var anspråkslöst och beskrevs ofta som en besvikelse av resenärer; det bestod av två 12 meter långa timmerstugor som sammanbands av ett staket för hästar. Vanliga klagomål var brist på förnödenheter och höga priser, men den lokala smeden anlitades flitigt av nybyggarna.
Omkring 1858 blev Fort Bridger en utpost för militären som bevakade emigrantleden. Idag är Fort Bridger ett historiskt minnesmärke, där handelsposten har rekonstruerats tillsammans med militära byggnader. Det finns också ett museum med souvenirbutiker.

## I populärkulturen
Fort Bridger är plats för en del av handlingen i Lucky Luke-albumet Diligensen. Orten omnämns också som en station för Phileas Foggs och Passpartouts tåg i Jules Vernes Jorden runt på 80 dagar; järnvägsstationen i området låg dock i Carter, Wyoming omkring 15 kilometer norrut.